# Núcleo antiguo de la Villa de Sagunto

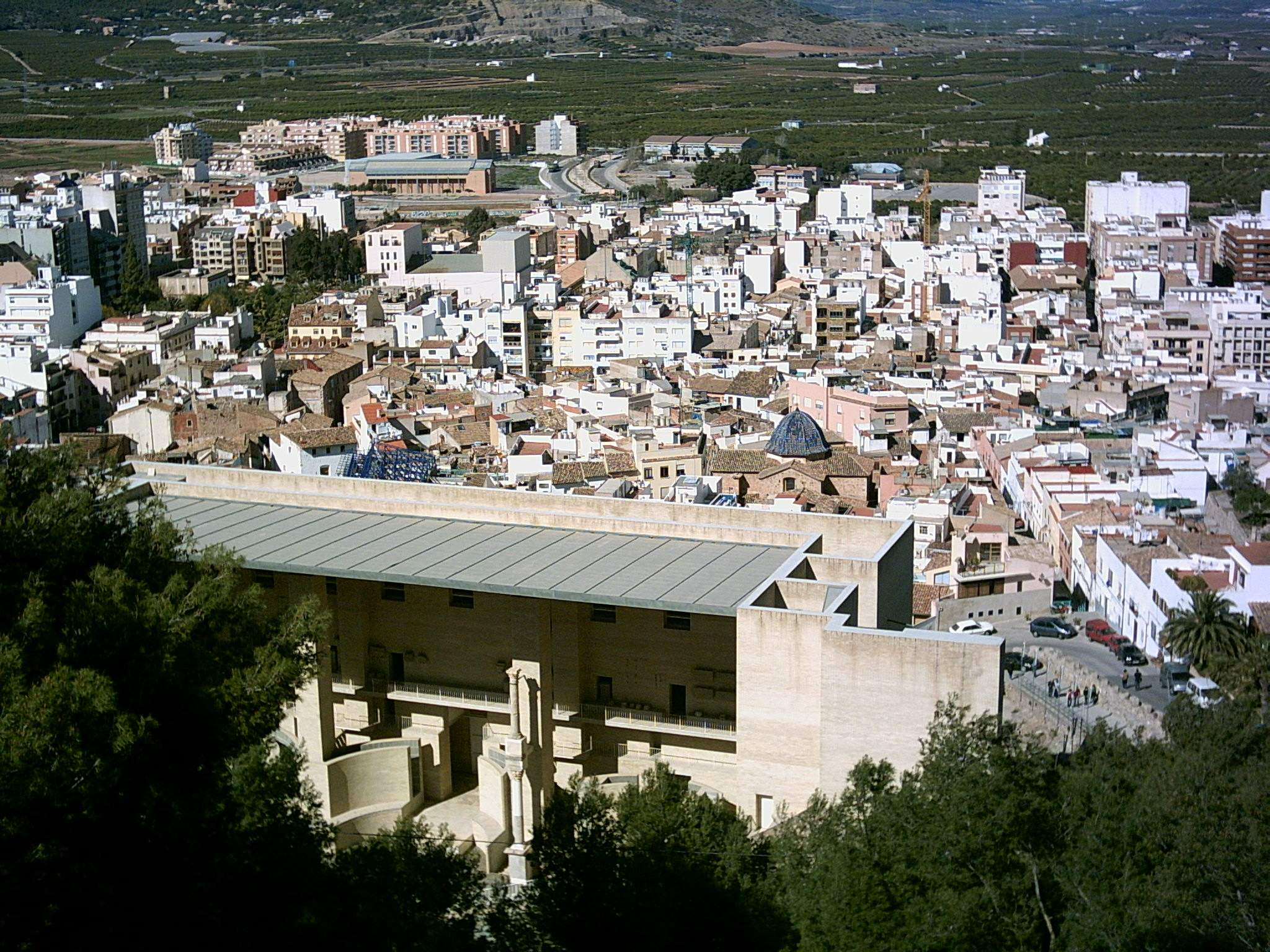

El Núcleo antiguo de la Villa de Sagunto, está formado por la zona antigua del mentado municipio de la comarca del Campo de Morvedre, en la provincia de Valencia. Está catalogado como Bien de interés cultural, con número de anotación ministerial: R-I-53-0000224.

## Descripción histórico-artística
Formarían parte de este núcleo histórico monumentos de diferentes épocas y estilos, destacando entre ellos los siguientes.
La ermita de la Magdalena, que debe su existencia a una imagen que se custodiaba por un ermitaño en el Castillo, y está en este lugar desde finales del siglo XIX.
La ermita de la Sangre es la más grande de Sagunto. Se construyó a principios del siglo XVII. Es de estilo barroco. La planta es de cruz latina, con una única nave y bóveda de cañón. Tiene pinturas al fresco en los lunetos.
La judería está ubicada en el barrio de la Sangre Vieja. En dicho barrio se encontraba la antigua sinagoga. Era residencia de los judíos que seguramente llegaron junto a Jaime I a Sagunto, en el siglo XIII. Quedan las puertas de entrada. La puerta original, el Portalet de la Jueria o de la sangre, tiene un arco de medio punto. Se encuentra en la calle del Castillo. Más tarde, Alfonso III permitió la construcción de un cementerio debajo del Castillo.
El Almudín Nuevo se encuentra en la calle Abril. Se edificó en 1699 pero a inicios del siglo XXI sólo queda el arco de medio punto de entrada. A poca distancia está el Atzucat de la Palmera, típico ejemplo de callejón musulmán.
La antigua Casa del Mestre Penya es de planta gótica. No tiene planta de casa señorial, así que pese a su nombre pudo tratarse de una lonja municipal o carnicería. A inicios del siglo XXI alberga el Museo Arqueológico de Sagunto.
La iglesia de Santa María se encuentra junto a la plaça dels Tarongers o plaza de los Naranjos. Está construida sobre la antigua Mezquita Mayor. Ha sido desde la conquista la Iglesia Mayor de Sagunto.
La fundación de la ermita de San Roque y Virgen de los Desamparados data del siglo XVII y tuvo lugar como agradecimiento a San Roque por lo que los vecinos consideraron una milagrosa intervención que les salvo de la epidemia de peste de 1647-1648. No fue hasta 1797 que se introdujo el culto a la Virgen de los Desamparados.
La ermita de la Virgen de los Dolores está en la calle de los Dolores. Se edificó en 1860. Su fachada es sencilla, tiene un arco de medio punto y companario pequeño sobre la cornisa.
El Palau del Delme (palacio del diezmo) es un edificio donado en 1256 por Jaime el Conquistador al obispo de Valencia. Su función era servir para la recaudación del diezmo. Inicialmente tenía unos baños árabes en la planta inferior. A inicios del siglo XXI sólo se conserva la fachada con muros de sillería.
El zoco central de la ciudad musulmana se levantaba en los que después se ha llamado plaça de la Peixcateria o plaza de la Pescadería. También estuvo allí el matadero y hasta fines del siglo XX se vendía en el lugar pescado y carne.
En las ciudades hispanomusulmanas los baños desarrollaban un importante papel de tipo no únicamente higiénico, sino también cultural y religioso. A estos fines, Sagunto contaba con unos baños musulmanes de los que se conserva parte del horno, en concreto un trozo de fachada con parte de un arco de medio punto en piedra. También presenta el escudo de la familia Músquiz, que en 1775 compró a Fernando VI todos los hornos y molinos de Sagunto, así como el almudín. De la existencia de los baños quedaron indicios en la toponimia local, como la desaparecida Porta de les Granotes (Puerta de las Ranas) o Porta dels Banys (Puerta de los Baños).
Las tres calles principales de la ciudad medieval eran las de Cavallers (Caballeros), Castell (Castillo) y Major (Mayor). Las tres confluían en la plaza Mayor. La plaza Mayor es una plaza rectangular gótica. Está porticada y algunos de sus fustes son reaprovechamientos de columnas romanas. En la plaza se encontraba el Almudín. Un almudín era un almacén público de trigo. El de Sagunto tiene el antiguo escudo real en la clave del arco de entrada. La plaza, principal de la villa durante siglos, se usaba para actos públicos y fines administrativos.